# Antonia Gómez de Orga
Antonia Gómez (Valencia, 1715-1780) fue viuda de Orga y propietaria de una de las imprentas más famosas de Valencia (España) durante el siglo XVIII.

## Biografía
Nació en la ciudad de Valencia en 1715, hija del impresor Manuel Gómez de quien aprendió el oficio. Se casó con el aragonés Joseph de Orga, formado en el extranjero y que fue tipógrafo de los Bordázar (los mejores del momento); era hábil en la producción de estampas y amigo de intelectuales como Gregorio Mayans. 
Marido y mujer abrieron su propia imprenta en Madrid, llegando a ser los impresores del diario Mercurio Histórico y Político el más importante del momento. Pero la muerte de Joseph en 1756 desestabilizó el hogar y el negocio, y pocos años después Antonia tuvo que volver a su Valencia natal con sus cuatro hijos, debido a las deudas contraídas. 

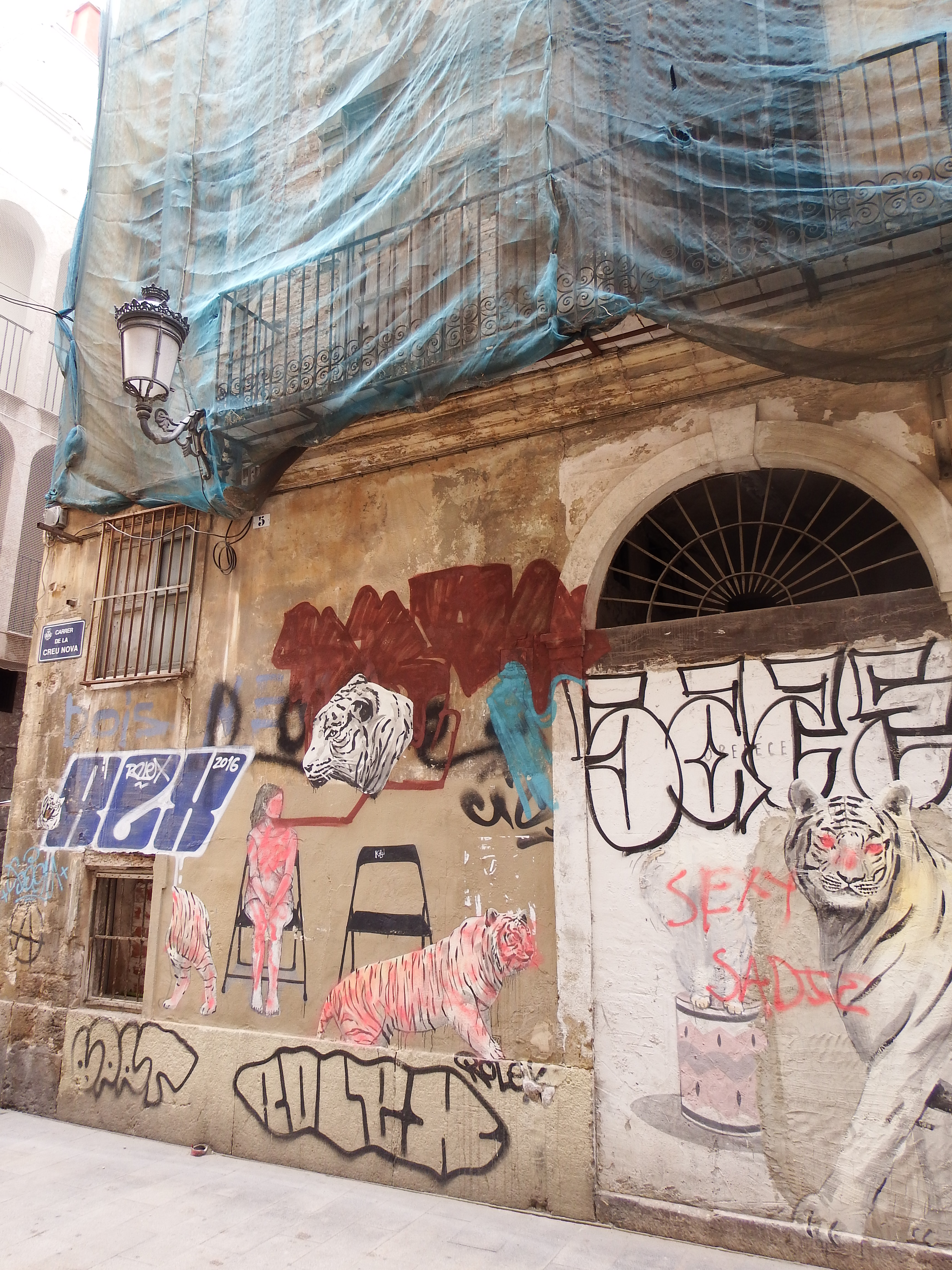
Fachada de la casa en la que estuvo la imprenta de Antonia Gómez Orga

Con la ayuda de su familia y de lo que pudo salvar, fundó una nueva imprenta  frente a una calle lateral del  Real Colegio del Patriarca y próxima a la Universidad, en la calle de la Creu Nova.
Aprovechando el aperturismo que trajo consigo  Carlos III a favor de la  Ilustración en España, obtuvo un gran éxito debido a su clara visión comercial, pues enfocó su producción hacia obras para el gran público, como clásicos latinos o las comedias teatrales de Pedro Calderón de la Barca, Lope de Vega y otros autores insignes de gran popularidad en el XVIII.
Todo ello sin abandonar la gran calidad en sus impresiones y grabados que le permitían realizar verdaderas obras de arte como las calcografías del III Centenario de  San Vicente Ferrer o imprimir las prestigiosas colecciones de ilustrados editores como también valenciano Juan Bautista Muñoz.
Falleció Antonia en 1780 y el negocio pasó a ser regentado por sus hijos, Joseph y Thomás de Orga, dinastía que junto con los Monfort y los citados Bordázar, fueron los más destacados en esa ciudad durante el siglo XVIII.

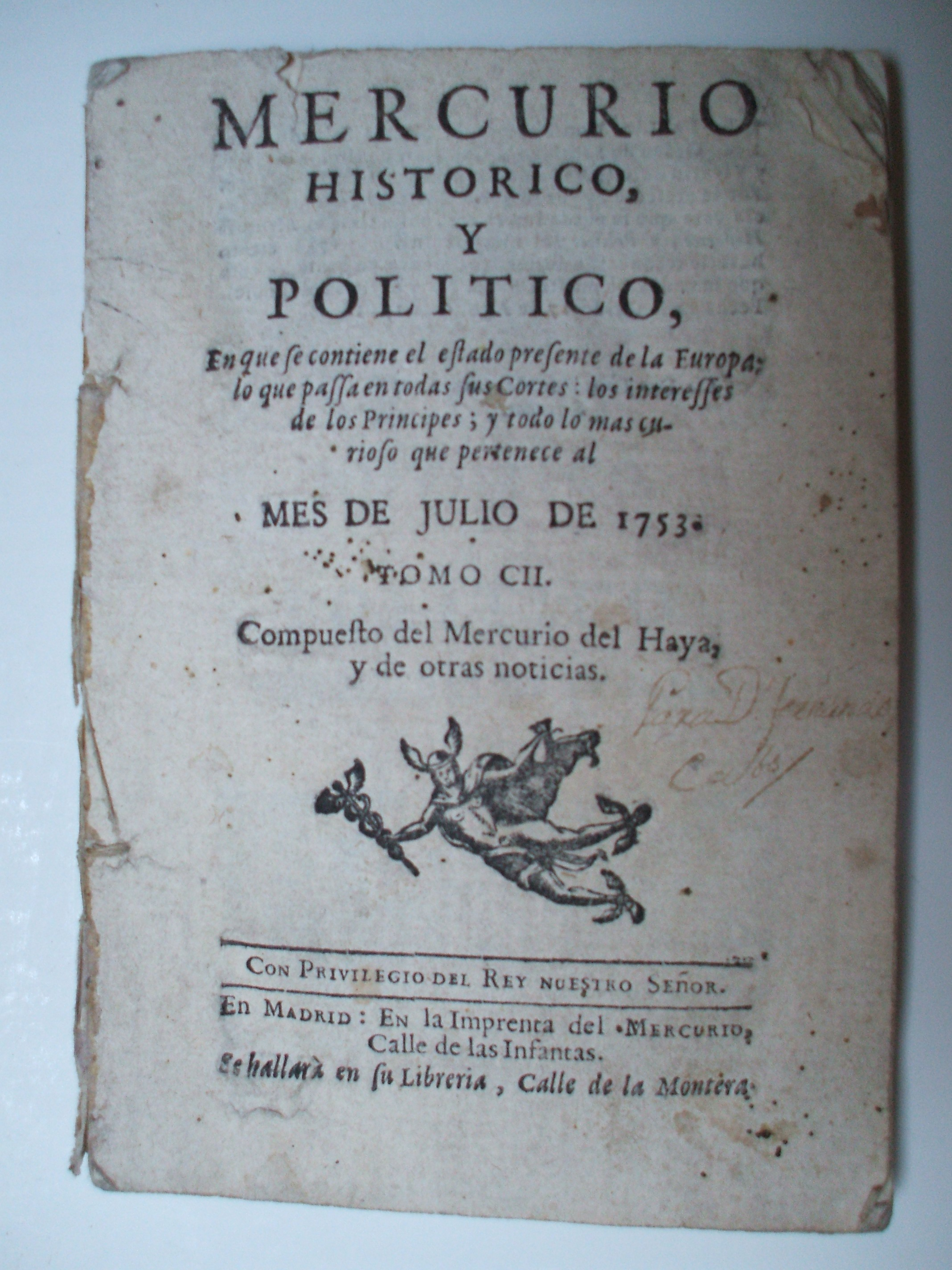
Ejemplar del Mercurio Histórico y Político, 1753 impreso por J. de Orga

### Muestrario libros impresos
- Arte de andar a cavallo: dividido en tres partes..., de Fco Pascual Bernad (1757)
- Primero es la honra, de Agustín Moreto (1761).
- La vida es sueño, de Calderón de la Barca (1761).
- Adición al compendio de arte de Canto llano de Pedro de Villasagra (1766).
- Primus tomus CONCIONUM  de tempore, cuae a prima… Fray Luis de Granada (1766).
- Rethorica Ecclesiaede Fray Luis de Granada (1768) según edición de Juan Bautista Muñoz.
- Lógica, de Luís António Verney (1769) según edición Juan Bautista Muñoz.
- Terenciano o Arte Métrica, de Gregorio Mayans y Siscar (1770).

A modo de anécdota, en la biblioteca particular de Antonio José de Cavanilles había un ejemplar de la Biblia vulgata de Felipe Scío de San Miguel, traducida al español e impresa por Joseph y Thomas de Orga.